# Hans-Georg Backhaus
Hans-Georg Backhaus (* 1929 in Remda) ist ein deutscher Ökonom und Philosoph und einer der bedeutendsten Wissenschaftler auf dem Gebiet der marxschen Werttheorie. Bereits in seinen Studienjahren begann eine langjährige Zusammenarbeit mit Helmut Reichelt. Beide gelten als Mitbegründer der Neuen Marx-Lektüre.

## Leben
Backhaus emigrierte in den 1950er Jahren aus der DDR in die BRD. Er studierte Philosophie, Soziologie und Politische Ökonomie zunächst in Heidelberg, dann in Frankfurt am Main.
In den 1960er Jahren setzte er sich als Student mit der marxschen Werttheorie auseinander. Damals fand Backhaus zufällig ein Exemplar der von Marx-Interpreten meist vernachlässigten Erstauflage von Das Kapital (1867) in der Bibliothek von Hermann Brill (1895–1959). Laut Backhaus habe ihn dieser Fund unterschiedliche Konzeptionen der marxschen Werttheorie erkennen lassen und wesentlich beeinflusst, wie er damals Marx rezipierte. Er hielt im Wintersemester 1964/65 bei Theodor W. Adorno (1903–1969) ein Referat über die Kategorie der Verdopplung und die Wertformanalyse. Auf dieser Grundlage schrieb er seine 1968 abgeschlossene Diplomarbeit. Diese ist die Basis seines bekanntesten Aufsatzes Zur Dialektik der Wertform (1969). In der Folgezeit publizierte Backhaus mehrere Aufsätze zur marxschen Kritik der politischen Ökonomie, in denen er seine Marx-Interpretation selbstkritisch weiterentwickelte.
Er arbeitete als Lehrbeauftragter an den Universitäten Frankfurt am Main und Bremen und war an der Gründung des Marx-Kolloquiums beteiligt, aus dem heraus 1994 die Marx-Gesellschaft e. V. mit Sitz in Hamburg entstand.

## Erkenntnisinteresse und Positionen
Backhaus erforscht primär den Fetischismus kapitalistischer Verhältnisse. Er untersucht die besondere Gegenständlichkeit des ökonomischen Gegenstandes wie auch dessen widersprüchliche Struktur und stellt sich die Frage, wie man ihn mittels nichtempirischer Theorien erforschen könne. In diesem Zusammenhang hält Backhaus Marx’ Analyse der Wertform für grundlegend. Er möchte das fetischistische Denken der Nationalökonomen kritisieren, um dessen Aporien aufzuzeigen.
Ein Schwerpunkt von Backhaus’ Forschungen ist der marxsche Begriff von Kritik. Backhaus befasst sich mit dessen Bedeutung, Entwicklung und der Möglichkeit, Marx’ Kritik auf moderne Ansätze wie die Neoklassik oder den Neoricardianismus anzuwenden.
Backhaus deutet Marx’ Werttheorie als eine monetäre Werttheorie, die vor allem durch die Wertformanalyse fundiert wird. Letztere diene einer Wesensdefinition des Geldes. In negativer Hinsicht sei Marx’ theoretische Arbeit eine Kritik an dem, was Backhaus als prämonetäre Werttheorien bezeichnet. Damit setzt Backhaus die marxsche Werttheorie der traditionellen marxistischen Interpretation und der subjektiven Werttheorie der Neoklassik entgegen.
Laut Backhaus ist „Wert“ als Resultat der Arbeit zunächst prämonetär. Dagegen könne sich der Wert jedoch nur in monetären Tauschwertstrukturen realisieren. Backhaus untersuchte intensiv die Erstauflage von Das Kapital (1867). Vor allem auf dieser Grundlage erblickt er den Sinn der marxschen Wertformanalyse darin, zu zeigen, dass man einen prämonetären Warentausch überhaupt nicht widerspruchslos denken könne. Er betont nicht nur den engen Zusammenhang von Wert- und Geldtheorie, sondern auch den Zusammenhang von Wert- und Kapitaltheorie.
Im Diskurs über die marxsche Wertformanalyse, deren Deutung sehr umstritten ist, plädiert Backhaus für eine sogenannte logische Lesart. Er gesteht zu, dass andere Interpretationsweisen relativ plausibel seien. Jedoch müsse man Das Kapital bzw. die Wertformanalyse „logisch“ lesen, um die Probleme, vor denen Marx gestanden habe, verstehen und lösen zu können. Die Spuren, die für diese Lesart sprechen, hält Backhaus im Spätwerk von Marx für relativ schwer rekonstruierbar. Im vierten Teil seiner Materialien zur Rekonstruktion der Marxschen Werttheorie kommt er daher zu dem Schluss, man müsse kritisch nur das Brauchbare aus Marx’ Werk aufgreifen, um die Probleme besser zu lösen.
Hinsichtlich der Frage, wie die marxsche Methode zu rekonstruieren ist, plädiert Backhaus dafür, dass Marx-Interpreten auf die erst postum veröffentlichten Manuskripte Grundrisse (1857/58) bzw. den sogenannten Urtext (1858) von Zur Kritik der Politischen Oekonomie. Erstes Heft (1859) achten sollten; seit einschließlich Zur Kritik habe Marx seine Methode teilweise versteckt und mitunter in seinen veröffentlichten Werken in vereinfachter Form nur Ergebnisse präsentiert. Backhaus kritisiert, wie Friedrich Engels (1820–1895) und im Anschluss daran auch viele traditionelle Interpreten Marx’ Methode deuteten. Das betrifft vor allem das Verhältnis von kategorialer Entwicklung und Historischem in Marx’ Kritik der politischen Ökonomie. In diesem Zusammenhang kritisiert Backhaus die mitunter so genannte logisch-historische Methode und die Theorie der einfachen Warenproduktion. Jedoch habe Marx selbst begünstigt, dass man ihn so deuten könne.

## Wirkung
Laut Jan Hoffs Studie Marx global (2009) war die Tatsache, dass Backhaus in den 1960er Jahren auf die vernachlässigte Erstauflage von Das Kapital (1867) stieß und diese eingehend untersuchte, folgenreich. Dieser Fund sei ein Grund dafür gewesen, dass mehrere Marx-Interpreten in Westdeutschland die verschiedenen Ausgaben von Das Kapital hinsichtlich dessen, wie Marx die Werttheorie bzw. Wertformtheorie konzipierte, miteinander verglichen hätten.
Backhaus’ Aufsatz Zur Dialektik der Wertform (1969) erzielte relativ hohe Auflagen. Der Aufsatz wurde in mehrere Sprachen übersetzt. Einige betrachten ihn als Gründungsdokument der Neuen Marx-Lektüre.
Backhaus’ Texte wurden auch in realsozialistischen Staaten rezipiert. In den 1970er Jahren machte Professor Vladimir Petrovic Schkredov an der Lomonossow-Universität Moskaus in seinen Seminaren Backhaus’ Texte zur Pflichtlektüre. Wie Backhaus kritisierte auch Schkredov die traditionelle Interpretation, wonach Das Kapital mit der einfachen Warenproduktion beginne. Einige Marx-Forscher in der DDR rezipierten diese Kontroverse.
Im englischen Sprachraum verbreiteten das Forschungsprojekt Konstanz-Sydney und das Projekt Open-Marxism Backhaus’ Forschungsergebnisse.

## Kritik
Zwar gilt Backhaus als ein Initiator einer neuen Marx-Lektüre, aber einige ihrer Vertreter kritisierten Backhaus’ Sicht auf vermeintliche Brüche, Historisierungen und Popularisierungstendenzen in Marx’ Werk.

## Werk

### Monografie
- Dialektik der Wertform. Untersuchungen zur Marxschen Ökonomiekritik. Ça ira, Freiburg i. Br. 1997, ISBN 3-924627-52-5.

### Beiträge (Auswahl)
- Zur Dialektik der Wertform. In: Alfred Schmidt (Hrsg.): Beiträge zur marxistischen Erkenntnistheorie. 2. Auflage, Frankfurt am Main 1970; S. 128–152.

- Materialien zur Rekonstruktion der Marxschen Werttheorie. In: Hans-Georg Backhaus et alii (Hrsg.): Gesellschaft. Beiträge zur Marxschen Theorie 1. Suhrkamp, Frankfurt am Main 1974; S. 52–77.

- Materialien zur Rekonstruktion der Marxschen Werttheorie 2. In: Hans-Georg Backhaus et alii (Hrsg.): Gesellschaft. Beiträge zur Marxschen Theorie 3. Suhrkamp, Frankfurt am Main 1975; S. 122–159.
- Materialien zur Rekonstruktion der Marxschen Werttheorie 3. In: Hans-Georg Backhaus et alii (Hrsg.): Gesellschaft. Beiträge zur Marxschen Theorie 11. Suhrkamp, Frankfurt am Main 1978; S. 16–177.
- Zur Marxschen »Revolutionierung« und »Kritik« der Ökonomie. Die Bestimmung ihres Gegenstandes als Ganzes »verrückter Formen«. In: Mehrwert. Beiträge zur Kritik der politischen Ökonomie. 25, 1984; S. 7–35.
- Zum Problem des Geldes als Konstituens oder Apriori der ökonomischen Gegenständlichkeit. In: Probleme des Klassenkampfs. Zeitschrift für politische Ökonomie und sozialistische Politik. Heft 62, 1986; S. 23–62.
- Elementare Mängel in der traditionellen Rezeption der Marxschen Form-Analyse. Bemerkungen anläßlich von Band 12 der Marxistischen Studien »Internationale Marx-Engels-Forschung«. In: Marxistische Studien. Jahrbuch des IMSF. 13, 1987; S. 402–414.
- Einige Aspekte des Marxschen Kritikbegriffs im Kontext seiner ökonomisch-philosophischen Theorie. In: Marx-Engels-Forschung heute 1 (= Schriften der Marx-Engels-Stiftung, 13); Neuss 1989; S. 48–64.
- Zum Kritikpotential der Marxschen Kategorialanalyse. In: Marx-Engels-Forschung heute 2 (= Schriften der Marx-Engels-Stiftung, 14). Wuppertal 1990; S. 83–96.
- Wie ist der Wertbegriff in der Ökonomie zu konzipieren? Zu Michael Heinrich: Die Wissenschaft vom Wert. (mit Helmut Reichelt) In: Beiträge zur Marx-Engels-Forschung. Neue Folge 1995. Hamburg, 1995; S. 60–94.
- Die Irrtümer der nationalökonomischen Marx-Kritik als Grundmängel der nationalökonomischen Theoriebildung. In: Helmut Brentel et alii (Hrsg.): Gegensätze. Elemente kritischer Theorie. Festschrift für J. Ritsert. Frankfurt am Main 1996; S. 32–47.
- Über den Doppelsinn der Begriffe »Politische Ökonomie« und »Kritik« bei Marx und in der Frankfurter Schule. In: Stefan Dornuf, Reinhard Pitsch (Hrsg.): Wolfgang Harich zum Gedächtnis. Eine Gedenkschrift in zwei Bänden. Bd. 2, München 2000; S. 12–213.